# Astragalus layneae
Astragalus layneae är en ärtväxtart som beskrevs av Edward Lee Greene. Astragalus layneae ingår i släktet vedlar, och familjen ärtväxter. Inga underarter finns listade i Catalogue of Life.